# Heel (wrestling)
Heel è un termine inglese utilizzato nel mondo del wrestling professionistico per indicare l'atteggiamento di un lottatore che, secondo quanto stabilito dalle storyline della propria federazione di appartenenza, deve apparire come un personaggio “cattivo” al fine di risultare sgradevole al pubblico.
Le caratteristiche principali di un heel sono il non rispettare le regole di combattimento o distrarre l'arbitro per avvantaggiare se stesso o un compagno, l'avere scontrosità con il pubblico e l'ostentare atteggiamenti vanitosi. Gli heel devono assumere questi atteggiamenti poiché devono porsi in contrasto con i face, termine che indica invece i lottatori che si comportano in maniera onesta e leale.
Un heel può anche colpire l'avversario con oggetti contundenti mentre l'arbitro è distratto o avvalersi di un compagno che rimane a bordo ring per aiutarlo; anche durante i promo può atteggiarsi in maniera presuntuosa o provocatoria per rendersi volutamente antipatico al pubblico.